# Tage wie aus Glas
Singles de Mireille Mathieu
Zuhause wartet Natascha
(1979) Chicano
(1980)
Tage wie aus Glas est une chanson allemande interprétée par la chanteuse française Mireille Mathieu et publiée en Allemagne en 1980 chez Ariola.

## Crédits du 45 tours
Mireille est accompagnée par :
- le grand orchestre de Christian Bruhn pour Tage wie aus Glas et Wen zwei sich lieben[1].

La photo de la pochette est de Norman Parkinson.

## Reprises
La chanson Tage wie aus Glas est la version allemande de la chanson de l'artiste Watson T. Browne datant de 1979, Searching for a Star

## Principaux supports discographiques
La chanson se retrouve pour la première fois sur le 45 tours du même nom paru en 1980 en Allemagne avec cette chanson en face A et la chanson Wenn zwei sich lieben. La chanson se retrouve ensuite sur quelques compilations CD comme celle sortie en 1998, Das Beste aus den Jahren 1977-87.